# Agriculturalist's Manual
Agriculturalist's Manual (abreviado Agric. Man.) es un libro con ilustraciones y descripciones botánicas que fue escrito por el botánico Charles Lawson y publicado en Edimburgo en el año 1836.